# Gustave Sabatier
Gustave Charles Victor Sabatier (Parijs, 15 november 1819 - Brussel, 10 mei 1894) was een Belgisch volksvertegenwoordiger.

## Levensloop
Sabatier was een zoon van de bankbediende Gaspard Sabatier en van Agnes Stapleaux. Hij trouwde met Louise Fournier.
Hij studeerde aan de Militaire School in Brussel en bereikte de graad van onderluitenant. Hij doorliep vervolgens een loopbaan als industrieel en bankier.
Hij werd liberaal volksvertegenwoordiger voor het arrondissement Charleroi:
- van 1857 tot 1870,
- van 1874 tot aan zijn dood.

Als industrieel was hij:
- directeur van de Hauts Fourneaux de Monceau-sur-Sambre.

Als bankier was hij:
- directeur en vervolgens gouverneur van de Banque de Belgique.

Hij was verder:
- medestichter van de Société en commandite Solvay et Compagnie,
- bestuurder van Immobilière de Belgique,
- bestuurder van de Compagnie générale de matériels des chemins de fer,
- bestuurder van Chemins de fer des Bassins houillers du Hainaut,
- bestuurder van Société générale d'exploitation de chemins de fer,
- bestuurder Construction de chemins de fer,
- bestuurder van Mines et Usines de Hof-Pilsen-Schwartzenberg,
- voorzitter Compagnie du Congo pour le Commerce et l'Industrie,
- voorzitter Compagnie du Chemin de fer du Congo,
- voorzitter van Actions Réunies.

Hij was ook:
- lid van het Bureau van Weldadigheid van Monceau-sur-Sambre,
- voorzitter van de Kamer van Koophandel van Charleroi,
- lid van de Hoge Raad voor Industrie en Handel,
- lid van het Belgisch Comité van de Internationale Vereniging tegen de slavenhandel in Centraal-Africa,
- lid van de Permanente commissie voor de studie van monetaire kwesties (Ministerie van Financies).

## Onderscheidingen
- Grootofficier van de Leopoldsorde.
- Commandeur van het Legioen van Eer (Frankrijk).